# 자동방향탐지장치

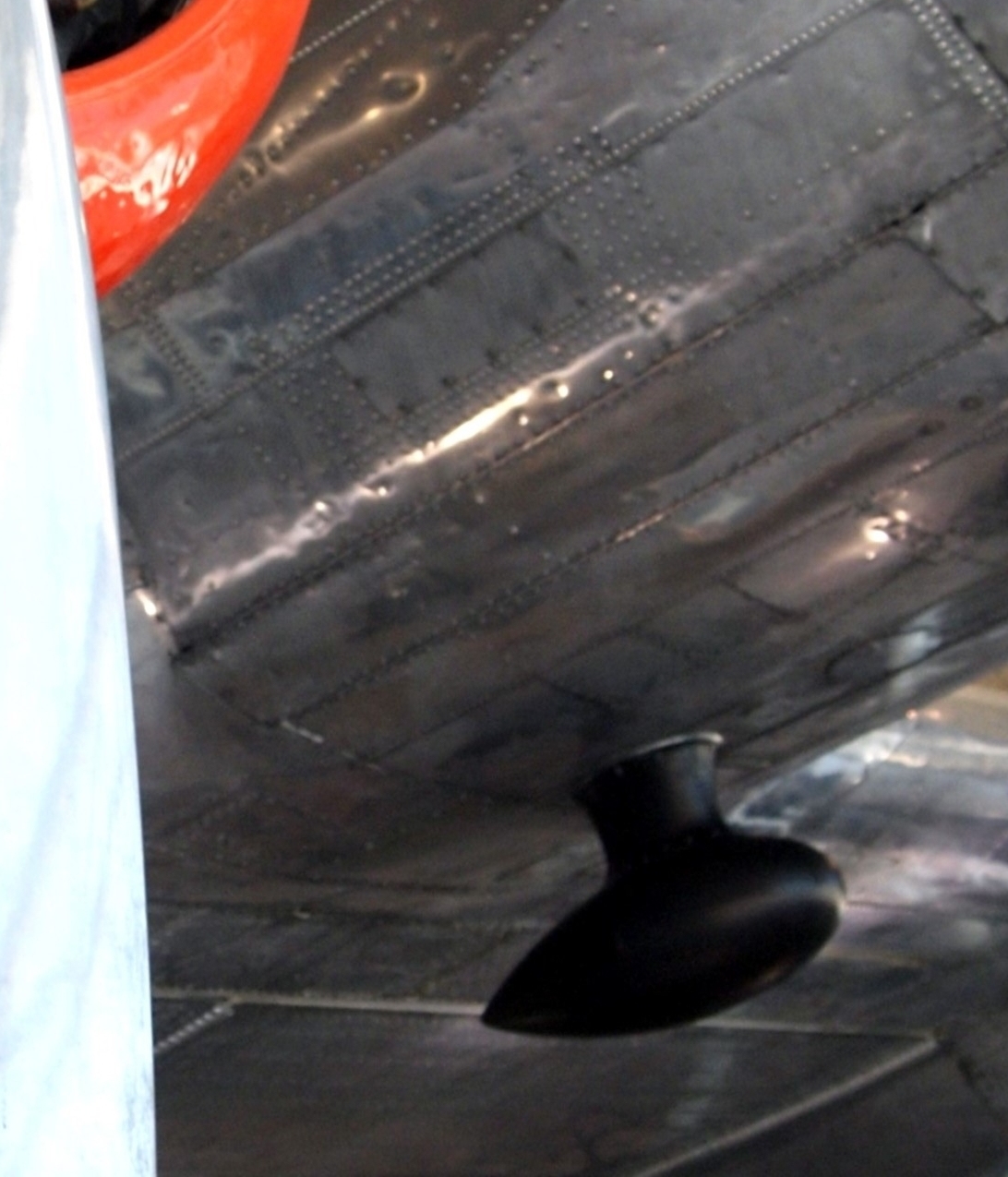
더글러스 DC-3 "플래그십 녹스빌"(Flagship Knoxville)의 밑면에 부착된 LP-21 회전형 루프 안테나를 감싸는 눈물방울 모양의 하우징이다. 루프 안테나는 자동 라디오 콤파스에 사용된다.

자동방향탐지장치 또는 자동 방향 탐지기(Automatic direction finder, ADF)는 선박이나 항공기에서 적절한 무선국까지의 상대 방위를 자동으로 지속적으로 표시하는 해양 또는 항공기 전파항법장비이다. ADF 수신기는 일반적으로 190~535kHz 사이의 LW 대역에서 작동하는 항공 또는 해상 NDB(비방향 비콘)에 맞춰 조정된다. RDF(Radio Direction Finder) 장치와 마찬가지로 대부분의 ADF 수신기는 중파(AM) 방송국도 수신할 수 있지만 탐색 목적으로는 신뢰성이 떨어진다.
운영자는 ADF 수신기를 올바른 주파수로 조정하고 NDB에서 전송된 모스 부호 신호를 듣고 비컨의 신원을 확인한다. 해양 ADF 수신기에서 장치 상단(또는 마스트헤드에 원격으로 장착됨)의 모터 구동식 페라이트 바 안테나는 원하는 스테이션의 영점에 도달하면 회전하고 잠긴다. 나침반 꼭대기에서 움직이는 안테나 장치의 중심선은 관측소의 방위각을 나타낸다. 항공 ADF에서 장치는 자동으로 나침반 모양 포인터(RMI)를 움직여 비콘의 방향을 표시한다. 조종사는 이 포인터를 사용하여 비콘을 향해 직접 집으로 돌아가거나 자기 나침반을 사용하여 항공기가 위치한 비콘(방사형)에서 방향을 계산할 수도 있다.
RDF와 달리 ADF는 직접적인 개입 없이 작동하며, 튜닝된 비콘의 방향을 지속적으로 표시한다. 처음에는 해양 및 항공기 버전의 모든 ADF 수신기에는 수신기에 의해 제어되는 모터로 구동되는 회전 루프 또는 페라이트 루프스틱 안테나가 포함되어 있었다. RDF와 마찬가지로 감지 안테나는 180도 반대 방향에서 올바른 방향을 확인했다.
보다 현대적인 항공 ADF에는 고정 안테나의 작은 배열이 포함되어 있으며 전자 센서를 사용하여 각 안테나의 신호 강도와 위상을 사용하여 방향을 추론한다. 전자 센서는 안테나가 신호와 직각을 이룰 때 발생하는 최저점을 수신하고 방향 표시기를 사용하여 스테이션 방향을 제공한다. 비행 중에는 ADF의 RMI 또는 방향 표시기가 항공기 방향에 관계없이 항상 방송국을 가리킨다. 그러나 항공기가 뱅크 자세에 있을 때 바늘이 선회 방향으로 아래로 떨어지기 때문에 딥 오류가 발생한다. 이는 루프 자체가 항공기와 뱅킹되어 비콘과 다른 각도에 있는 결과이다. 시각화를 쉽게 하기 위해 날개가 수직인 상태에서 90° 경사 회전을 고려하는 것이 유용할 수 있다. ADF 공중에서 본 비콘의 방위는 이제 비콘을 향한 항공기의 방향과 관련이 없다.
딥 오류(dip error)는 때때로 전파가 기체에 의해 반사되고 재방사되는 결과인 사분면 오류와 구별한다. 사분면 오류는 직선이나 뒤 또는 날개 끝의 신호에 영향을 미치지 않는다. 이러한 기본 지점에서 멀고 사분면에 가까울수록(예: 기수에서 45°, 135°, 225° 및 315°) 효과는 더 커지지만 사분면 오류는 일반적으로 항공기가 뱅크될 때 항상 존재하는 딥 오류보다 훨씬 적다.
ADF 수신기는 현재 위치를 확인하고, 인바운드 및 아웃바운드 비행 경로를 추적하고, 원하는 방위를 가로채는 데 사용할 수 있다. 이러한 절차는 유지 패턴 및 비정밀 장비 접근을 실행하는 데에도 사용된다.